# Vĩnh Phú, Giồng Riềng
Vĩnh Phú là một xã thuộc huyện Giồng Riềng, tỉnh Kiên Giang, Việt Nam.

## Địa lý
Xã Vĩnh Phú có vị trí địa lý:
- Phía đông và phía nam giáp huyện Gò Quao
- Phía tây giáp xã Vĩnh Thạnh
- Phía bắc giáp xã Hòa Thuận.

Xã Vĩnh Phú có diện tích 23,25 km², dân số năm 2020 là 7.929 người, mật độ dân số đạt 341 người/km².

## Hành chính
Xã Vĩnh Phú được chia thành 4 ấp: Danh Thợi, Huỳnh Tố, Lương Trực, Vĩnh Phước.

## Lịch sử
Ngày 26 tháng 7 năm 2005, Chính phủ ban hành Nghị định số 97/2005/NĐ-CP về việc thành lập xã Vĩnh Phú trên cơ sở 2.730 ha diện tích tự nhiên và 4.968 nhân khẩu của xã Vĩnh Thạnh.